# Província Ocidental (Sri Lanka)

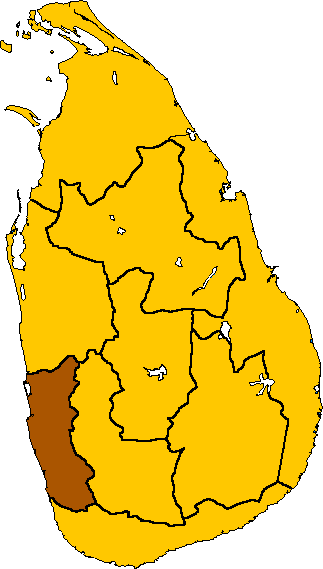
Ocidental

A Província Ocidental é uma das 9 províncias do Sri Lanka. Sua capital é a cidade de Colombo.
- Área:3.684 km²

## Distritos
- Colombo
- Gampaha
- Kalutara